# Arquidiocese de Gulu
A Arquidiocese de Gulu (Archidiœcesis Guluensis) é uma circunscrição eclesiástica da Igreja Católica situada em Gulu, Uganda. Seu atual Arcebispo é Raphael p’Mony Wokorach, M.C.C.J.. Sua Sé episcopal é a Catedral de São José.
Possui 29 paróquias servidas por 94 padres, abrangendo uma população de 1 846 900 habitantes, com 58,5% da dessa população jurisdicionada batizada (1 079 834 católicos).

## História
A prefeitura apostólica do Nilo equatorial foi erigida em 12 de junho de 1923 com o breve Quæ catholico do Papa Pio XI, obtendo o território do vicariato apostólico de Bahr el-Ghazal (hoje diocese de Wau).
Em 14 de julho de 1927, cedeu uma parte do seu território para a ereção da prefeitura apostólica de Bahr el-Gebel (hoje arquidiocese de Juba). Em 10 de dezembro de 1934, a prefeitura apostólica foi elevada à categoria de vicariato apostólico com a bula Ex divi Petri do próprio Papa Pio XI.
Em 1 de dezembro de 1950 mudou seu nome para vicariato apostólico de Gulu. Em 25 de março de 1953, o vicariato apostólico foi elevado à categoria de diocese com a bula Quemadmodum ad Nos do Papa Pio XII. Foi originalmente sufragânea da arquidiocese de Rubaga que se tornou arquidiocese de Campala em 1966. Em 23 de junho de 1958, 22 de março de 1965 e 12 de julho de 1968 cedeu partes de seu território em benefício da ereção das dioceses de Arua, Moroto e Lira, respectivamente.
Em 2 de janeiro de 1999 foi elevada à categoria de arquidiocese metropolitana com a bula Quo aptius provideretur do Papa João Paulo II.
Recebeu a visita apostólica do Papa João Paulo II em 1993.

## Prelados
| #                   | Nome                               | Período     | Notas                               |
| Arcebispos          | Arcebispos                         | Arcebispos  | Arcebispos                          |
| ------------------- | ---------------------------------- | ----------- | ----------------------------------- |
| 2º                  | Raphael p’Mony Wokorach, M.C.C.J.  | 2024 -      |                                     |
| 1º                  | John Baptist Odama                 | 1999 - 2024 |                                     |
| Bispos              |                                    |             |                                     |
| 4º                  | Martin Luluga                      | 1990 - 1999 | Nomeado bispo de Nebbi              |
| 3º                  | Cipriano Biyehima Kihangire        | 1968 - 1988 |                                     |
| 2º                  | Giovanni Battista Cesana, F.S.C.J. | 1950 - 1968 |                                     |
| 1º                  | Angelo Negri, F.S.C.J.             | 1934 - 1949 |                                     |
| Prefeito apostólico |                                    |             |                                     |
|                     | Antonio Vignato, F.S.C.J.          | 1923 - 1933 |                                     |
| Bispos-auxiliares   |                                    |             |                                     |
|                     | Sabino Ocan Odoki                  | 2006 - 2010 | Nomeado bispo de Arua               |
|                     | Martin Luluga                      | 1986 - 1988 | Elevado a bispo diocesano           |
|                     | Cipriano Biyehima Kihangire        | 1962 - 1964 | Nomeado vigário castrense de Uganda |